# Mentone (Alabama)
Mentone es un pueblo ubicado en el condado de DeKalb en el estado estadounidense de Alabama. En el censo de 2000, su población era de 451.

## Demografía
En el 2000 la renta per cápita promedia del hogar era de $ 24.625$, y el ingreso promedio para una familia era de 28.750$. El ingreso per cápita para la localidad era de 13.561$. Los hombres tenían un ingreso per cápita de 27.411$ contra 17.656$ para las mujeres.

## Geografía
Mentone está situado en 34°34′20″N 85°34′49″O / 34.57222, -85.58028 (34.572360, -85.580283)
Según la Oficina del Censo de los EE. UU., la ciudad tiene un área total de 4.72 millas cuadradas (12.23 km²).